# Hôtel Bansard des Bois
L'hôtel Bansard des Bois est un hôtel particulier de la ville de Bellême, dans l'Orne.

## Histoire
Construit au XVIIIe siècle, il bénéficie d'un classement et d'une inscription au titre des monuments historiques, toutes deux en 1979.